# Ahlerich
Ahlerich (* 20. Mai 1971; † 1992) war ein Westfalen-Wallach, der 1984 bei den Olympischen Spielen zusammen mit Reiner Klimke in Los Angeles die Goldmedaille im Dressurreiten holte.

## Von der Remonte zum Grand Prix
Klimke ersteigerte Ahlerich auf einer Auktion 1975 in Warendorf. Obwohl er eigentlich kein weiteres Pferd suchte und brauchte, wählte er zusammen mit dem damaligen Geschäftsführer des Westfälischen Pferdestammbuches, Ferdinand Dohmen, nach Probereiten verschiedener Pferde, das vierjährige Pferd Ahlerich aus. Der braune Wallach, der von dem Vollblüter Angelo abstammte, wurde bei dieser Auktion zu einem Rekordpreis von 42.000 DM ersteigert, obwohl ursprünglich weitaus weniger geplant waren. Damit war Ahlerich der Star der Auktion. 1978 hatte er dann seinen ersten Grand Prix-Start.

## Erfolge
Die bedeutendsten Erfolge waren der Gewinn der Weltmeisterschaft 1982 in Lausanne, 1983 der Gewinn des Mannschafts-Europameistertitels und der Gewinn der olympischen Goldmedaille 1984 in Los Angeles. Klimke schrieb nach diesem Sieg: „Man kann zwar mit Pferden nicht sprechen, aber ich bilde mir ein: an diesem Tag wußte Ahlerich, worum es ging.“ 1985 folgten dann der Gewinn der Einzel- und Mannschafts-Europameisterschaft in Kopenhagen und bei den Olympischen Spielen 1988 in Seoul der Gewinn der Goldmedaille mit der deutschen Reiter-Equipe.
1992 starb Ahlerich mit 21 Jahren an einer Kolik.
Klimke beschrieb in seinem Buch „Von der Remonte zum Dressur-Weltmeister: Ahlerich, ein exemplarischer Ausbildungsweg“ detailliert die Ausbildung und die Erfolge des Pferdes.